# Mette Føns
Mette Føns (født 19. november 1975) er en dansk skuespiller. 
Føns er uddannet fra Statens Teaterskole i 2006. 

## Filmografi
- Bagland (2003)
- Winnie og Karina - The movie (2009)
- Sverige er fantastisk (2015)

### Tv-serier
- Krøniken (2003-2006) afsnit nr: 21
- Sommer (2008) afsnit nr: 2
- Album (2008)